# هيو غالاشر
هيو غالاشر (بالإنجليزية: Hugh Gallacher)‏ هو لاعب كرة قدم ومدرب كرة قدم بريطاني، ولد في 26 نوفمبر 1930 في Vale of Leven ‏ في المملكة المتحدة، وتوفي في 2013 في كلايدبانك ‏ في المملكة المتحدة. لعب مع كوين أوف ساوث ونادي دمبرتون.